# جان دورتی (بازیکن فوتبال)
جان دورتی (انگلیسی: John Doherty؛ ۱۲ مارس ۱۹۳۵ – ۱۳ نوامبر ۲۰۰۷) یک بازیکن فوتبال بود. 